# Campionati mondiali di taekwondo 2001
I Campionati mondiali di taekwondo 2001 sono stati la 15ª edizione dei campionati mondiali di taekwondo, organizzati dalla World Taekwondo Federation, e si sono svolti a Jeju, in Corea del Sud, dal 1º al 7 novembre 2001.

## Medagliati

### Maschile
| Specialità | Oro                            | Argento                   | Bronzo                                                    |
| -54 kg     | Choi Yeon-Ho Corea del Sud     | Chu Muyen Taiwan          | Roberto Cruz Filippine / Juan Antonio Ramos Spagna        |
| 58 kg      | Behzad Khodadad Kanjobeh Iran  | Eduord Hegai Uzbekistan   | Seifula Magomedov Russia / Kim Dae-Ryoung Corea del Sud   |
| 62 kg      | Kang Nam-Won Corea del Sud     | Peter López Stati Uniti   | Kiyoteru Higuchi Giappone / Miguel Toledo Spagna          |
| 67 kg      | Niyaməddin Paşayev Azerbaigian | Carlo Molfetta Italia     | Luis Benítez Rep. Dominicana / Abdullah Sertçelik Turchia |
| 72 kg      | Steven López Stati Uniti       | Jesper Røsen Danimarca    | Athanasios Balilis Grecia / José Luis Ramírez Messico     |
| 78 kg      | Mamedy Doucara Francia         | Mahmud Napelion Egitto    | Bekir Aydın Turchia / Marcin Chorzelewski Polonia         |
| 84 kg      | Bahri Tanrıkulu Turchia        | Mickaël Borot Francia     | Jon García Aguado Spagna / Kim Kyung-Hun Corea del Sud    |
| +84 kg     | Ferry Greevink Paesi Bassi     | Hadi Afshar Bakeshlo Iran | Mići Kuzmanović Croazia / Rubén Montesinos Spagna         |

### Femminile
| Specialità | Oro                          | Argento                    | Bronzo                                                           |
| -47 kg     | Kadriye Selimoğlu Turchia    | Kim Soo-Yang Corea del Sud | Kong Fantao Cina / Dalia Contreras Venezuela                     |
| 51 kg      | Lee Hye-Young Corea del Sud  | Brigitte Yagüe Spagna      | Hung Chiachun Taiwan / Magdalini Seirekidou Grecia               |
| 55 kg      | Jung Jae-Eun Corea del Sud   | Gemma Magría Spagna        | Pamela Agostinelli Italia / Paola Félix Messico                  |
| 59 kg      | Jang Ji-Won Corea del Sud    | Iridia Salazar Messico     | Zeynep Murat Turchia / Sonia Reyes Spagna                        |
| 63 kg      | Kim Yeon-Ji Corea del Sud    | Belén Fernández Spagna     | Muna Ben-Abderrassul Marocco / Natalia Falavigna Brasile         |
| 67 kg      | Kim Hye-Mi Corea del Sud     | Chang Wanchen Taiwan       | Luisa Arnanz Spagna / Nina Solheim Norvegia                      |
| 72 kg      | Sarah Stevenson Regno Unito  | Chen Zhong Cina            | Alessiya Charniyavskaya Bielorussia / Elisavet Mistakidou Grecia |
| +72 kg     | Sin Kyung-Hyen Corea del Sud | Wang Ihsien Taiwan         | Mariya Konyakhina Russia / Mariya Zhurauskaya Bielorussia        |

## Medagliere
| Posizione | Paese           | Oro | Argento | Bronzo | Totale |
| --------- | --------------- | --- | ------- | ------ | ------ |
| 1         | Corea del Sud   | 8   | 1       | 2      | 11     |
| 2         | Turchia         | 2   | 0       | 3      | 5      |
| 3         | Stati Uniti     | 1   | 1       | 0      | 1      |
| 3         | Francia         | 1   | 1       | 0      | 1      |
| 3         | Iran            | 1   | 1       | 0      | 1      |
| 6         | Azerbaigian     | 1   | 0       | 0      | 1      |
| 6         | Paesi Bassi     | 1   | 0       | 0      | 1      |
| 6         | Regno Unito     | 1   | 0       | 0      | 1      |
| 9         | Spagna          | 0   | 3       | 6      | 9      |
| 10        | Taiwan          | 0   | 3       | 1      | 4      |
| 11        | Messico         | 0   | 1       | 2      | 3      |
| 12        | Cina            | 0   | 1       | 1      | 2      |
| 12        | Italia          | 0   | 1       | 1      | 2      |
| 14        | Danimarca       | 0   | 1       | 0      | 1      |
| 14        | Egitto          | 0   | 1       | 0      | 1      |
| 14        | Uzbekistan      | 0   | 1       | 0      | 1      |
| 17        | Grecia          | 0   | 0       | 3      | 3      |
| 18        | Bielorussia     | 0   | 0       | 2      | 2      |
| 18        | Russia          | 0   | 0       | 2      | 2      |
| 20        | Brasile         | 0   | 0       | 1      | 1      |
| 20        | Croazia         | 0   | 0       | 1      | 1      |
| 20        | Filippine       | 0   | 0       | 1      | 1      |
| 20        | Giappone        | 0   | 0       | 1      | 1      |
| 20        | Marocco         | 0   | 0       | 1      | 1      |
| 20        | Norvegia        | 0   | 0       | 1      | 1      |
| 20        | Polonia         | 0   | 0       | 1      | 1      |
| 20        | Rep. Dominicana | 0   | 0       | 1      | 1      |
| 20        | Venezuela       | 0   | 0       | 1      | 1      |
|           | TOTALE          | 16  | 16      | 32     | 64     |